# Pointon
Pointon är en by i civil parish Pointon and Sempringham, i distriktet South Kesteven, i grevskapet Lincolnshire, i England. Byn är belägen 20 km från Grantham. Pointon var en civil parish 1866–1931 när blev den en del av Pointon and Sempringham. Civil parish hade 405 invånare år 1921. Byn nämndes i Domedagsboken (Domesday Book) år 1086, och kallades då Pochinton(e)/Podintone.